# بانوماهی‌سانان
بانوماهی‌سانان (نام علمی: Elopiformes) نام یک راسته از رده پرتوبالگان است.